# Escorpião (Marvel Comics)
Escorpião é o codinome de Mac Gargan, um supervilão fictício do Universo Marvel e inimigo do Homem-Aranha.

## Biografia fictícia
MacDonald Gargan era um investigador particular contratado por J. Jonah Jameson para seguir Peter Parker e descobrir como o jovem fotografava o Homem-Aranha. Jameson o encaminhou para um tratamento onde o material genético de um escorpião foi injetado em seu corpo. O tratamento lhe concedeu força e agilidade semelhantes às do aracnídeo. Gargan também passou a usar uma roupa especial com uma cauda mentalmente controlada e equipada com um ferrão energético.
Após Norman Osborn revelar a Mac a identidade secreta do Homem-Aranha, Mac recebeu as ordens de sequestrar a tia May caso Osborn fosse preso. Enquanto executava a tarefa, Mac encontrou o simbionte Venom, que queria outro hospedeiro que odiasse o Homem-Aranha. Como Venom, Mac foi recrutado para os Thunderbolts e caçou heróis tornados ilegais durante a Guerra Civil. Após a Invasão Secreta, Osborn convocou Venom para se passar pelo Homem-Aranha em seus próprios Vingadores. Após a derrota da equipe no cerco de Asgard, todos foram presos, e Mac foi separado do simbionte. A remoção do simbionte prejudicou a saúde de Mac, que acabaria salvo quando Alistair Smythe o libertou da prisão e lhe deu uma nova armadura de Escorpião.

## Versões alternativas
- Em Ultimate Marvel, dois Escorpiões surgiram, um clone de Peter Parker que usava um traje de escorpião, e Maximus Gargan, um mafioso mexicano tatuado que carregava uma corrente com um ferrão.[2]
- Na série Timestorm 2009–2099, Kron Stone, que nos quadrinhos originais do Homem-Aranha 2099 era o Venom, nessa encarnação é o Escorpião após ter seu genoma misturado com o de um escorpião.

## Em Outras Mídias

### Filmes
- Michael Mando tem breve aparição como Mac Gargan no filme Spider-Man: Homecoming (2017).[3]
- O longa animado Spider-Man: Into the Spider-Verse (2018) tem uma versão do Escorpião com a voz de Joaquín Cosio mais similar a Maximus Gargan, que além da cauda mecânica também tem quatro patas e um braço robótico.

### Televisão
- Escorpião surge como vilão na maioria das animações do Homem-Aranha. A maioria é como Mac Gargan, incluindo os desenhos de 1967 e 1981, Homem-Aranha: A Série Animada, e Marvel's Spider-Man.[4] Porém na animação Ultimate Spider-Man o Escorpião é um guerreiro de K'un-Lun que treinou ao lado do Punho de Ferro, que após entrar com o Homem-Aranha e Punho de Ferro se uniu ao Sexteto Sinistro.

### Jogos
- Doutor Octopus é um chefe em diversos jogos do Homem-Aranha, como Spider-Man, Spider-Man: The Movie, Spider-Man 3,  e a adaptação do filme Spider-Man 2. Também é chefe em Marvel: Avengers Alliance 2, Marvel Super Hero Squad Online e Marvel Ultimate Alliance 3: The Black Order.
- Escorpião apareceu no jogo Marvel: Ultimate Alliance, sendo o primeiro vilão a ser derrotado nas primeiras fases do jogo, e quase no final, lutando do lado do Lagarto para defender Loki a tomar controle de toda Asgard.
- Spider-Man: Friend or Foe inclui Escorpião como chefe e personagem jogável.
- Spider-Man: Shattered Dimensions inclui o Escorpião de Kron Stone como chefe.
- O jogo The Amazing Spider-Man 2 inclui um Escorpião que na verdade é um escorpião alterado com genes humanos e uma versão do simbionte. Como referência ao original, ele é conhecido por M.A.C.
- Alguns jogos incluem Mac Gargan em sua encarnação de Venom, como Spider-Man Unlimited.[5] e Marvel Puzzle Quest (que também inclui o Escorpião).[6][7]